# Kaleń Pierwszy
Kaleń Pierwszy (prononciation : [ˈkalɛɲ ˈpjɛrfʂɨ]) est un village polonais de la gmina de Sobolew dans le powiat de Garwolin de la voïvodie de Mazovie dans le centre-est de la Pologne.
Il se situe à environ 21 kilomètres au sud de Garwolin (siège du powiat) et à 74 kilomètres au sud-est de Varsovie (capitale de la Pologne).

## Histoire
De 1975 à 1998, le village appartenait administrativement à la voïvodie de Siedlce.